# Хэмптон-Кортский лабиринт
Хэмптон-Кортский лабиринт (англ. Hampton Court Maze) — садовый лабиринт из живой изгороди на территории Хэмптон-Корта (Великобритания). Старейший английский лабиринт такого типа, сохранившийся до наших дней.

## История
Трапециевидный лабиринт площадью около трети акра (около 1300 м2) был спроектирован Джорджем Лондоном и Генри Уайзом по заказу короля Вильгельма III и высажен в период с 1689 по 1695 год как часть регулярного французского парка перед дворцом Хэмптон-Корт. Сам парк назывался «природным» (англ. Wilderness, что означало не столько невозделанный или запущенный участок, сколько место для уединённых прогулок) и включал в себя по меньшей мере два лабиринта, из которых уцелел только один; другие элементы парка также не сохранились. Первоначально лабиринт состоял из грабовых деревьев высотой около 5,5 метра; в 1960 году граб был заменён тисом.
Лабиринт относительно несложен для прохождения; путь от входа до центра занимает в среднем 20 минут.

## В литературе
Хэмптон-Кортский лабиринт фигурирует в юмористической повести Дж. К. Джерома «Трое в лодке, не считая собаки» (1889), где оказывается гораздо более коварным, чем ожидалось.
Ларри Уэллер, герой романа Кэрол Шилдс «Вечеринка Ларри» (1997), входит в Хэмптон-Кортский лабиринт в одиночестве в день своей свадьбы и переживает необычный опыт, под влиянием которого посвящает свою дальнейшую жизнь созданию лабиринтов.

## В психологии
Под впечатлением от Хэмптон-Кортского лабиринта американский психолог Эдмунд Сэнфорд (1859—1924) предложил использовать лабиринты для экспериментального исследования обучаемости лабораторных крыс.